# Vrijkwartier
Een vrijkwartier (soms bekend als kanton) is in de heraldiek een figuur op een wapenschild. Het vrijkwartier is geplaatst in de rechter- of linkerbovenhoek van het schild en is iets kleiner dan een normaal kwart van het schild. Meestal wijkt het heraldisch beeld in het vrijkwartier af van de rest van het schild. 
Een vrijkwartier wordt op het bestaande schild gelegd en bedekt geheel of gedeeltelijk de figuren waarmee dat schild is beladen. Over een vrijkwartier heen kan een andere brisure zijn aangebracht, zoals op het wapen van Retie is te zien. In het algemeen is een vrijkwartier heraldisch rechtsboven (voor de toeschouwer linksboven) geplaatst, maar dat is niet altijd het geval.
Omdat vlaggen vaak door bestaande wapens werden geïnspireerd, komen vrijkwartieren daar ook voor. In de vexillologie worden zij echter aangeduid als kantons. Zo kreeg de stad Geel in België bij Ministerieel Besluit van 8 december 1990 een vlag met "zeven even lange banen van geel en van rood, met een wit kanton, beladen met negen zwarte hermelijnstaartjes, 3, 3 en 3 geplaatst".

## Enkele voorbeelden

Wapen van de voormalige gemeente Haren, met het wapen van Groningen in het vrijkwartier
Wapen van Langedijk

adelaar · Agnus Dei · alliantiewapen · andreaskruis · ankerkruis · armoriaal · baldakijn · barensteel · Belgische leeuw · bezant · Bourgondisch kruis · brisure · cartouche · centaur · cordelière · dekkleed · dorpsvlag · dorpswapen· drieberg · dubbelkoppige adelaar · dwarsbalk · fleur de lis · fleuron · Friese adelaar · gaande leeuw · gecarteleerd · Gelderse leeuw · gepaald · gravenkroon · groot wapen · griffioen · hartschild · helmkroon · helmteken · heraldische kleur · herautstuk · hermelijn · hoed · Hollandse tuin · huismerk · Jeruzalemkruis · karbonkel · keizerskroon · keper · koek · kromstaf · kroon · krukkenkruis · kwartier · kwartileren · kwartierzoom · leeuw · markiezenkroon · merlet · molenijzer · motto · muurkroon · nassaublauw · natuurlijke kleur · Nederlandse leeuw · Nederlandse Maagd · ombrellino · ordeketen · palen · pentagram · pijlenbundel · raadselwapen · raaf · respectant · riddertoernooi · rijksbanier · rijkskleuren · rijksstandaard · rijkswapen · roos · Rudolfinische keizerskroon · Saksenros · Saladins Adelaar · scharlakenrood · schildhoofd · schildhouder · schildvoet · schildzoom · schoof · schuinbalk · schuinstreep sinister · sinister · sleutels van Petrus · socialistische heraldiek · sprekend wapen · stadskleuren · standaard · stedenmaagd · ster · tinctuur · vair · vermeerdering · vlag · vorstenhoed · vrijheidshoed · vrijkwartier · vrouwenwapen · wapen · wapenbelasting · Wapenboek Beyeren · Wapenboek Gelre · wapenbord · wapendiploma · wapendier · wapenkast · wapenkoning · wapenmantel · wapenrecht · wapenrol · wapenstier · wapentent · wassende en afnemende maan · Waterlandse zwaan · Westfriese boomwapens · wildeman · wolfsangel · wrong